# Криштоф Милак
Криштоф Милак (мађ. Milák Kristóf; Будимпешта, 20. фебруар 2000) мађарски је пливач чија специјалност су трке делфин стилом на 100 и 200 метара. Вишеструки је европски и светски јуниорски првак, троструки победник Олимпијских игара младих, сениорски европски и светски првак у великим базенима и светски рекордер у дисциплини 200 метара делфин стилом. 

## Спортска каријера
Још као дечак Милак је почео да се бави пливањем, тренирајући у пливачком клубу Хонвед из родне Будимпеште. Такмичарски деби на међународној сцени имао је на европском првенству за јуниоре 2016. чији домаћин је управо била Мађарска и градић Ходмезевашархељ. На том првенству Милак се такмичио у чак пет дисциплина, а једину медаљу, и то златну, освојио је у трци на 200 делфин. Годину дана касније у израелској Нетанији, у истм рангу такмичења, успео је да освоји медаље у свих шест дисциплина у којима је наступио, од чега су три биле златне. Три недеље касније, по први пут је наступио у сениорској конкуренцији, и то на светском првенству у Будимпешти 2017. године. У главном граду Мађарске Милак се такмичио у две дисциплине, а у својој примарној дисциплини, трци на 100 делфин, у два наврата је постављао нови светски јуниорски и нови национални сениорски рекорд, а финалну трку је завршио на другом месту са освојеном сребрном медаљом. Годину је окончао са три златне меаље на светском јуниорском првенству у Индијанаполису.  
Милак је и током 2018. наставио са одличним резултатима у јуниорској конкуренцији, освојивши четири нове титуле континенталног првака и четири медаље (од чега три златне) на Олимпијским играма младих у Буенос Ајресу. Између два јуниорска такмичењима наступио је и на сениорском европском првенству у Глазгову где је освојио прву сениорску титулу континенталног првака на 200 делфин. 
Други наступ на светским првенствима имао је у Квангџуу 2019. где је успео да се пласира у финала све три дисциплине у којима је наступио. Првенство је започео у штафети 4×100 слободно која је у финалу заузела седмо место, потом је у финалу трке на 200 делфин освојио златну медаљу оборивши десет година стар светски рекор Мајкла Фелпса за 0,78 секунди (време новог рекорда је 1:50,73 минута), да би на крају заузео четврто место у трци на 100 делфин са заостатком од свега 0,1 секунде за трећепласираним Чадом ле Клоом. 